# Eric Oliver

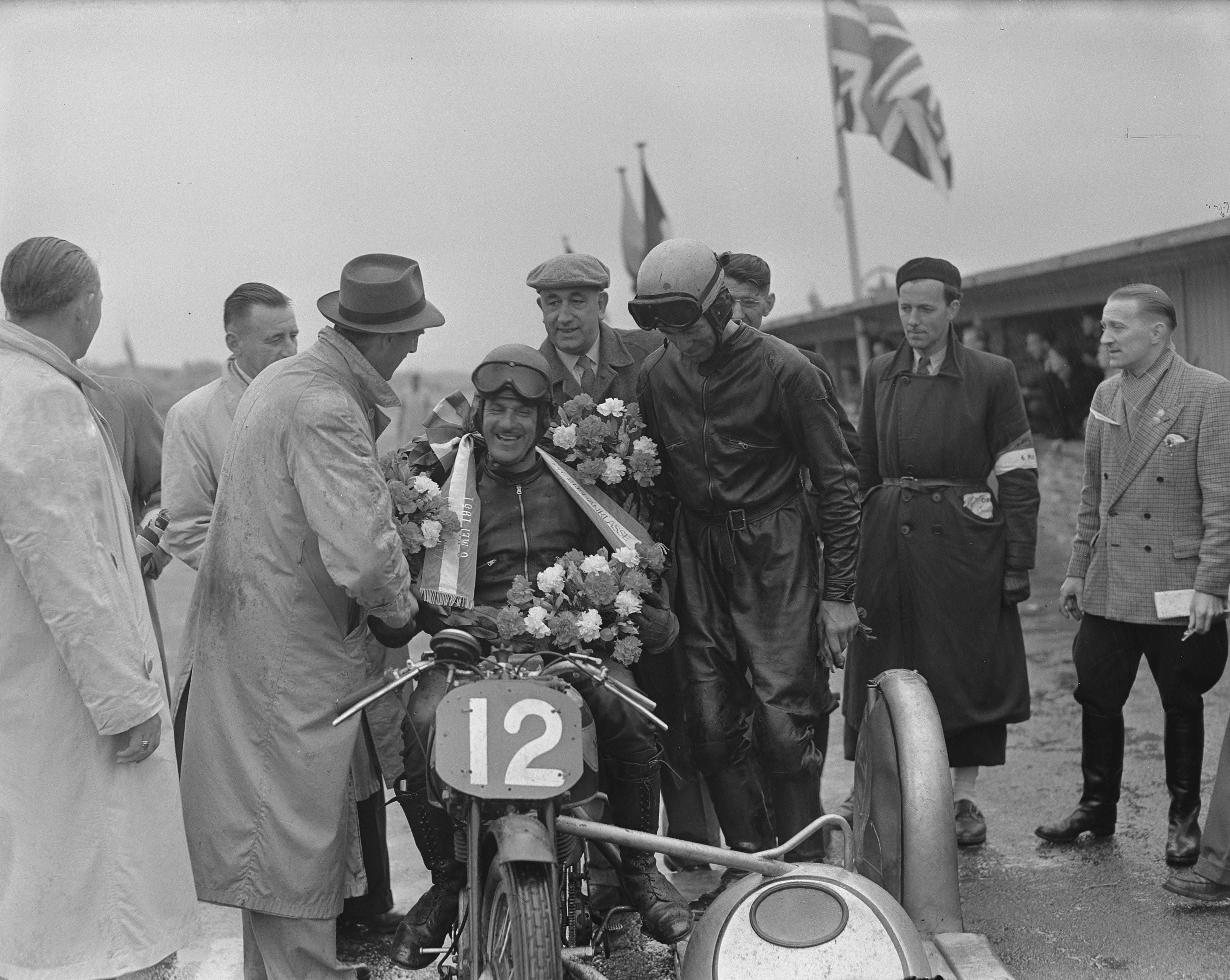
Oliver/Dobelli nach ihrem Sieg bei der Dutch TT 1951

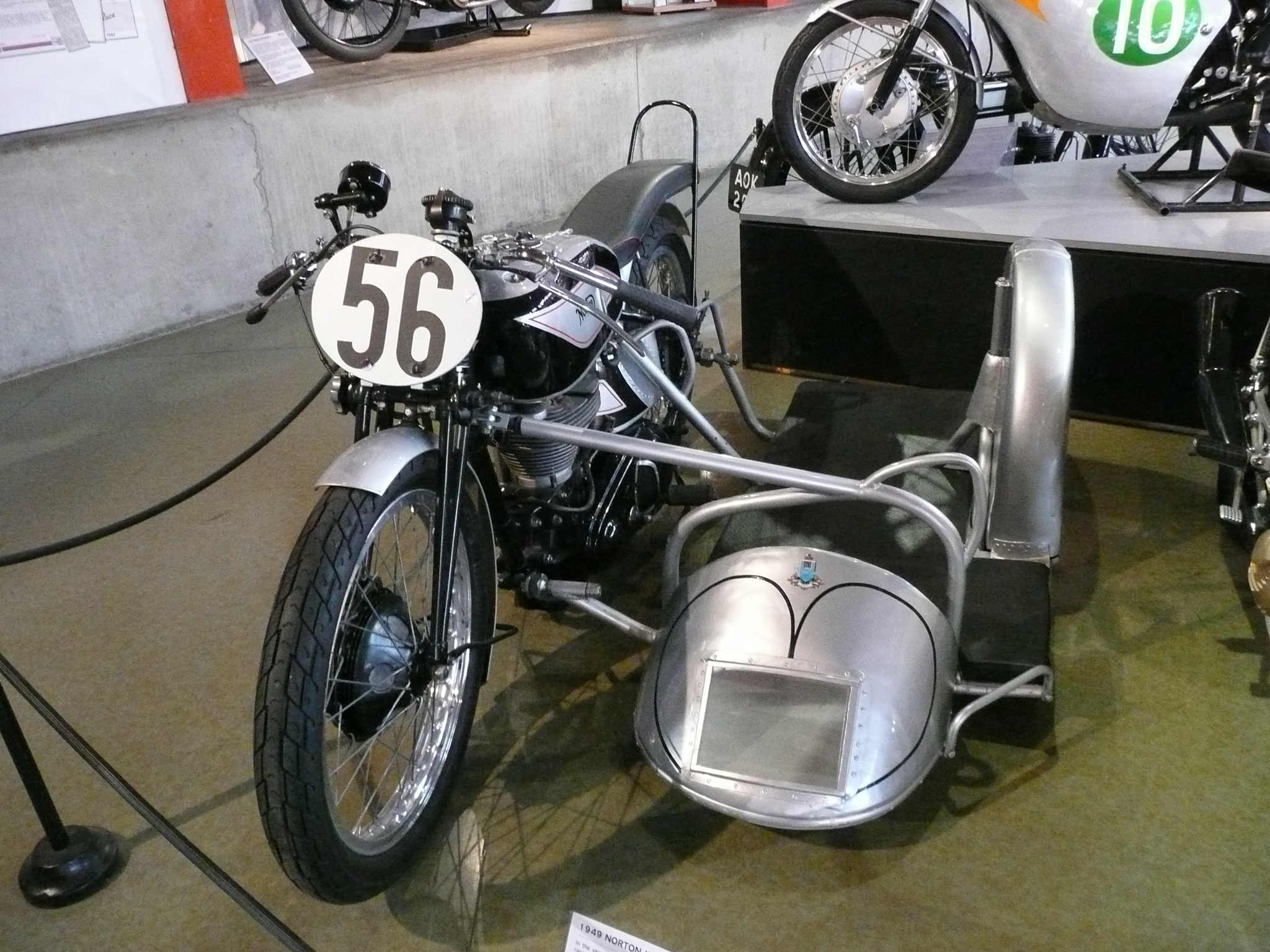
Ein Norton-Watsonian-Gespann von 1949 wie es auch Oliver pilotierte, im National Motor Museum in Beaulieu

Eric Staines Oliver (* 13. April 1911 in Stratford-upon-Avon, England; † 1. März 1980) war ein britischer Motorradrennfahrer.
In seiner Karriere wurde Oliver unter anderem viermal als Fahrer Seitenwagen-Weltmeister. Er war zwar nie offizieller Werksfahrer, fuhr jedoch stets mit Unterstützung von Norton und des Seitenwagenherstellers Watsonian-Squire.
Eric Oliver war für seinen unbedingten Siegeswillen, seinen großen Sportsgeist und seine Genauigkeit bei der Vorbereitung auf Rennen bekannt. Bis heute gilt er als einer der besten Gespannfahrer der Geschichte.

## Karriere

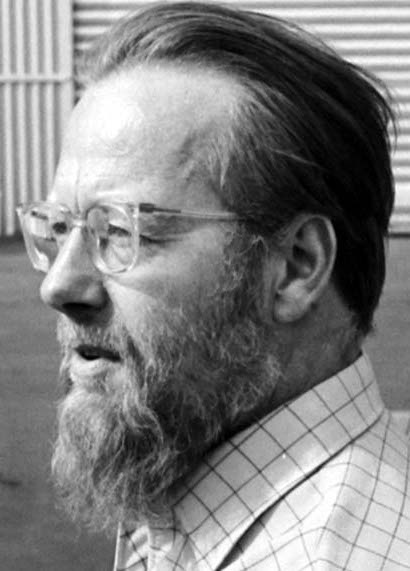
Beifahrer Denis Jenkinson, 1967

Eric Oliver begann seine Karriere im Motorradrennsport in seiner Heimat bei Grasbahnrennen. 1937 startete er erstmals bei der Tourist Trophy auf der Isle of Man in der 500-cm³-Klasse, der sogenannten Senior-TT, auf einer Vincent HRD 500, erreichte aber nicht das Ziel. Im folgenden Jahr ereilte ihn bei der TT, diesmal auf Norton startend, dasselbe Schicksal sowohl in der 350er- als auch in der 500er-Klasse. Bei weniger bedeutenden Rennen in England, in denen er auf 500-cm³-Norton und 350-cm³-Velocette startete, hatte Oliver zu dieser Zeit zwar mehr Erfolg, den endgültigen Durchbruch schaffte er vor dem Zweiten Weltkrieg jedoch nicht.
Nach dem Krieg, während dessen er in der Royal Air Force diente, konzentrierte sich Eric Oliver auf die Seitenwagenklasse. 1948 nahm er beim Großen Preis von Belgien neben dem 350-cm³-Solorennen auf einer betagten Saroléa auch am Seitenwagenrennen teil. Der Brite wurde nach einer exzellenten Vorstellung Zweiter und erntete nach dem Rennen das Lob der erfahrenen italienischen und Schweizer Piloten. Damit begann Olivers schneller Aufstieg zum weltbesten Gespannpiloten.
In der Saison 1949 nahm Eric Oliver, mit dem britischen Motorsport-Journalisten Denis Jenkinson als Beifahrer, auf einem Norton-Gespann mit 596-cm³-DOHC-Einzylindermotor an der neu ins Leben gerufenen Motorrad-Weltmeisterschaft teil. Das Duo gewann beim Großen Preis der Schweiz in Genf den ersten Seitenwagen-WM-Lauf überhaupt und siegte auch beim folgenden Rennen im belgischen Spa-Francorchamps. Die Briten sicherten sich überlegen vor den Italienern Ercole Frigerio / Lorenzo Dobelli, die auf einem Vierzylinder-Gilera-Gespann starteten, den ersten Gespann-WM-Titel der Geschichte. Nach der Saison gehörte Eric Oliver zu einer offiziellen Norton-Mannschaft, die im französischen Montlhéry mehrere Geschwindigkeitsweltrekorde aufstellte.
In der folgenden Saison ging Eric Oliver mit dem Italiener Lorenzo Dobelli im Boot an den Start. Die beiden gewannen alle drei zur Weltmeisterschaft zählenden Läufe jeweils mit neuem Rundenrekord und sicherten sich mit der Maximalpunktzahl von 24 Zählern überlegen den Titel, erneut vor Ercole Frigerio. Besonders beim Großen Preis der Nationen auf der Hochgeschwindigkeitsstrecke von Monza lieferten sich die Rivalen einen spannenden Kampf um den Sieg.
In der Saison 1951 gewann das Duo Oliver / Dobelli auf der bewährten Einzylinder-Norton, die als erstes Gespann der Geschichte mit einer Teleskopgabel und einer Hinterradfederung ausgerüstet war und wegen der Hubraumbeschränkung auf 500 cm³ nur noch 499 cm³ hatte, drei der fünf ausgetragenen WM-Läufe. Da nur die besten drei Resultate in die Gesamtwertung eingingen, gewann Oliver erneut mit Maximalpunktzahl den Titel, wieder hatte Frigerio das Nachsehen.
In die Saison 1952 starteten Oliver / Dobelli denkbar schlecht. Bei einem nicht zur Weltmeisterschaft zählenden Rennen am 3. Mai im französischen Bordeaux stürzten die beiden und brachen sich jeweils ein Bein. Obwohl man Oliver angesichts der erlittenen Verletzungen nicht zutraute, in diesem Jahr noch einmal starten zu können, gewann er bereits am 6. Juli mit seinem Landsmann Stanley Price zum vierten Mal in Folge den Grand Prix von Belgien. Beim folgenden Deutschland-Grand-Prix fielen Oliver und der wieder genesene Lorenzo Dobelli in Führung liegend wegen eines Defekts am Rad des Seitenwagens aus. Beim letzten Saisonlauf, dem Spanien-Grand-Prix, waren die beiden wieder siegreich. In der Gesamtwertung hatte das Team infolge der verpassten Rennen dennoch keine Chance. Oliver wurde Fünfter der Weltmeisterschaft, den Titel sicherte sich sein Landsmann Cyril Smith, der ebenfalls auf Norton startete.
Im Jahr 1953 startete Eric Oliver mit einem völlig neuen Norton-Gespann, das mit seinen Vorgängern nur noch wenig gemeinsam hatte. Es verfügte über einen niedrigeren Rahmen sowie eine Verkleidung, ein kleineres drittes Rad, und der Kraftstofftank wurde erstmals unter dem Passagierplatz angebracht. Dennoch verließ sich der Brite die gesamte Saison auf sein altes Gespann, das er bereits in den Jahren zuvor eingesetzt hatte. Jedoch war seine Einzylinder-Norton der italienischen Vierzylinder-Konkurrenz von Gilera und den erstarkenden BMWs technisch mittlerweile unterlegen geworden. Was seiner Maschine an Leistung fehlte, machte der erfahrene Brite aber durch Einsatz und einige Tricks wett. So nahm er auf langen Geraden seine Füße von den Rasten und legte sich flach aufs Motorrad, um den Luftwiderstand zu verringern. Dieser Fahrstil führte später zur Entwicklung der bis heute verwendeten Kneeler-Gespanne. Im Boot nahm mit Landsmann Stanley Dibben, der bisher nur im Norton-Testteam gearbeitet hatte, ein neuer Partner Platz. Das Duo gewann mit Belgien, Frankreich, der Schweiz und dem Nationen-Grand-Prix vier der fünf ausgetragenen Rennen und hatte am Saisonende 32 Zähler auf seinem Konto. Zwar erreichten Cyril Smith und Les Nutt ebenso viele Punkte, erzielten diese aber in fünf Rennen. In die Gesamtwertung flossen jedoch nur die vier besten Resultate ein, was Oliver / Dibben den WM-Titel sicherte.
Die Saison 1954 begann für Eric Oliver, der mittlerweile mit Les Nutt als „Schmiermaxe“ und dem im Vorjahr noch nicht eingesetzten modernen Kneeler-Norton-Gespann unterwegs war, mit Siegen bei den ersten drei Weltmeisterschaftsrennen. Das Duo gewann das Sidecar-TT-Rennen der Tourist Trophy, das erstmals seit 1925 wieder ausgetragen wurde, den Ulster Grand Prix und den Großen Preis von Belgien. Eine Woche vor dem Großen Preis von Deutschland, der auf der Stuttgarter Solitude stattfand, starteten Oliver / Nutt beim deutschen Meisterschaftslauf Feldbergrennen im Taunus auf nasser Piste und stürzten. Eric Oliver brach sich den linken Arm und musste daraufhin für einige Wochen pausieren. Nach seiner Rückkehr behinderte ihn die Verletzung für den Rest der Saison noch so schwer, dass ihm keine weiteren Siege gelangen. Den fast schon sicher geglaubten Seitenwagen-WM-Titel – den Briten hätte ein Sieg in den drei verbleibenden Rennen genügt – gewann das deutsche Duo Wilhelm Noll / Fritz Cron auf BMW, das für die Münchner damit eine Ära von 14 in Folge gewonnenen Fahrer-WM-Titeln in der Gespannklasse einläutete.
1955 konnte Eric Oliver, mittlerweile 44-jährig, nicht mehr zu alter Form zurückfinden. Er fuhr mit Landsmann Eric Bliss im Boot beim Spanien-Grand-Prix auf dem Circuit de Montjuïc in Barcelona mit Rang drei die einzigen WM-Zähler der Saison ein, hatte aber vor allem gegen die mittlerweile dominierenden BMW-Gespanne mit den Piloten Faust, Noll und Schneider keine Chance mehr. Kurz vor Saisonende zog er sich ins Privatleben zurück und konzentrierte sich auf sein Norton-Motorradgeschäft in Staines, Middlesex.
Dennoch verlor Eric Oliver seine Begeisterung für den Motorradrennsport nicht. 1958 kehrte er auf die Isle of Man zurück und nahm auf einer serienmäßigen Norton Dominator 88 mit Watsonian-"Monza"-Beiwagen an der Sidecar-TT teil. Seine Beifahrerin war Pat Wise und die beiden errangen einen respektablen zehnten Rang. Den letzten TT-Auftritt hatte der Brite 1960, wieder mit Stanley Dibben im Boot. Das Duo stürzte im Training wegen eines gebrochenen Bolzens an der Gabel schwer. Eric Oliver brach sich dabei die Wirbelsäule an zwei Stellen. Dibben wäre beinahe von einem Drahtzaun enthauptet worden, hatte aber Glück im Unglück, da das Gespann den Zaun exakt in der Sekunde zerstörte, als der seine Kehle berührte. Beide erholten sich vollständig von ihren Verletzungen, beschlossen aber, sich endgültig vom Rennsport zurückzuziehen.
Eric Oliver starb am 1. März 1980 im Alter von 69 Jahren beim Restaurieren eines seiner Motorräder an einem Herzinfarkt. Er gewann in seiner Karriere 17 Motorrad-Grand-Prix-Rennen und fuhr insgesamt 33 Podiumsplatzierungen ein.

## Statistik

### Erfolge
- 1949 – Seitenwagen-Weltmeister auf Norton mit Beifahrer Denis Jenkinson
- 1950 – Seitenwagen-Weltmeister auf Norton mit Beifahrer Lorenzo Dobelli
- 1951 – Seitenwagen-Weltmeister auf Norton mit Beifahrer Lorenzo Dobelli
- 1953 – Seitenwagen-Weltmeister auf Norton mit Beifahrer Stanley Dibben
- 17 Grand-Prix-Siege

### Isle-of-Man-TT-Siege
| Jahr | Klasse                      | Beifahrer | Maschine | Durchschnittsgeschwindigkeit |
| ---- | --------------------------- | --------- | -------- | ---------------------------- |
| 1954 | Sidecar (Gespanne, 500 cm³) | Les Nutt  | Norton   | 68,87 mph (110,84 km/h)      |

### In der Motorrad-WM
| Saison | Klasse      | Maschine | Beifahrer                          | Ergebnis    | Siege |
| ------ | ----------- | -------- | ---------------------------------- | ----------- | ----- |
| 1949   | Seitenwagen | Norton   | Denis Jenkinson                    | Weltmeister | 2     |
| 1950   | Seitenwagen | Norton   | Lorenzo Dobelli                    | Weltmeister | 3     |
| 1951   | Seitenwagen | Norton   | Lorenzo Dobelli                    | Weltmeister | 3     |
| 1952   | Seitenwagen | Norton   | Stanley Price bzw. Lorenzo Dobelli | 5.          | 2     |
| 1953   | Seitenwagen | Norton   | Stanley Dibben                     | Weltmeister | 4     |
| 1954   | Seitenwagen | Norton   | Les Nutt                           | 2.          | 3     |
| 1955   | Seitenwagen | Norton   | Eric Bliss                         | 10.         | 0     |

## Verweise